# 中国共产党第十一届中央委员会委员列表
中国共产党第十一次全国代表大会於1977年8月12至18日在北京召开。大会选举了201名中国共产党第十一届中央委员会委员。

## 委员列表
华国锋（中央委员会主席）
（以下按姓氏笔划为序）
丁可则、丁国钰、于桑、于明涛、于洪亮、万达、万里、马力、馬輝、马文瑞、马兴元、天宝（藏族）、王平、王诤、王猛、王谦、王震、王一平、王世泰、王必成、王光宇、王秀秀（女）、王茂全、王林鹤、王国藩、王首道、王恩茂、王超柱、韦国清（壮族）、尤太忠、毛致用、乌兰夫（蒙古族）、方毅、邓小平、邓颖超（女）、孔原、孔石泉、孔照年、巴桑（女，藏族）、叶飞、叶剑英、白如冰、白栋材、冯铉、司马义·艾买提（维吾尔族）、邢燕子（女）、吕玉兰（女）、吕正操、乔晓光、朱光亚、朱穆之、伍修权、任荣、任仲夷、任思忠、刘伟、刘震、刘子厚、刘光涛、刘兴元、刘伯承、刘建勋、刘春樵、刘锡昌、江华（瑶族）、江礼银、江拥辉、江渭清、池必卿、安平生、许世友、许家屯、阮泊生、纪登奎、杜义德、杨勇、杨成武、杨易辰、杨得志、楊靜仁（回族）、苏静、苏振华、苏毅然、李达、李强、李子元、李井泉、李水清、李世俊、李先念、李任之、李志民、李启明、李葆华、李瑞山、李德生、肖华、肖克、肖劲光、吴德、吴全清、吴桂贤、余秋里、谷牧、希候巴（藏族）、汪锋、汪东兴、汪明章、宋平、宋时轮、张才千、张玉华、张平化、张立宪、张廷发、张劲夫、张爱萍、张铚秀、张富贵、张福恒、张鼎丞、陈云、陈丕显、陈永贵、陈伟达、陈奇涵、陈国栋、陈锡联、陈福汉、陈慕华、陈璞如、林乎加、林李明、林丽韫（女）、罗青长、罗瑞卿、周纯麟、周建人、宝日勒岱（女，蒙古族）、宗希云、胡立教、胡耀邦、郝建秀（女）、赵志坚、赵苍璧、赵辛初、赵紫阳、段君毅、饶兴礼、姚依林、贺诚、秦基伟、耿飚、耿起昌、聂凤智、聂荣臻、钱之光、钱正英（女）、铁瑛、倪志福、徐向前、郭玉峰、郭沫若、唐克、姬鹏飞、黄华、黄镇、黄欧东、黄知真、曹里怀、曹轶欧（女）、康世恩、康克清（女）、鹿田计、梁必业、韩英、韩先楚、彭冲、彭绍辉、覃应机（壮族）、粟裕（侗族）、程子华、储江、焦林义、鲁大东、曾绍山、曾思玉、解学恭、蔡畅（女）、蔡啸、廖汉生（土家族）、廖志高、廖承志、赛福鼎（维吾尔族）、谭启龙、谭震林、樊德玲、薛金达、霍士廉、戴光前
- 因病逝世：马力、王诤、苏振华、张鼎丞、陈奇涵、林李明、罗瑞卿、郭沫若、彭绍辉、安子文
- 停职：刘锡昌、江礼银、耿起昌、郭玉峰、曹轶欧、鹿田计、解学恭、樊德玲
- 中国共产党第十一届中央委员会第三次全体会议于1978年12月18日至12月22日在北京举行，全会决定增补黄克诚、宋任穷、胡乔木、习仲勋、王任重、黄火青、陈再道、韩光、周惠为中央委员会委员。
- 中国共产党第十一届中央委员会第四次全体会议于1979年9月25日至28日在北京举行，全会决定增补王鹤寿、刘澜波、刘澜涛、安子文、李昌、杨尚昆、周扬、陆定一、洪学智、彭真、蒋南翔、薄一波为中央委员会委员。